# .bd
.bd — национальный домен верхнего уровня для государства Бангладеш. Введён в 1999 году. Инициатором введения домена стало Министерство почты и коммуникаций. Регистрацией доменных имён занимается Bangladesh Telegraph and Telephone Board. Регистрация в некоторых поддоменах (.gov.bd и .mil.bd) запрещена, кроме того, закрыты для регистрации некоторые другие имена.